# Treasure (Felix Cavaliere)
Treasure è un album discografico dell'omonimo gruppo musicale rock con Felix Cavaliere, fu pubblicato nel dicembre del 1977 dall'etichetta discografica Epic Records.

## Tracce

### LP
Lato A
1. I Wanna Love You – 4:20 (Felix Cavaliere)
2. Innocent Eyes – 2:58 (Vincent Cusano)
3. Love Me Tonight – 3:18 (Felix Cavaliere, Deborah Clapp)
4. Jubilation – 4:35 (Felix Cavaliere, Deborah Clapp)

Lato B
1. When the Sun Shines – 3:44 (Felix Cavaliere)
2. My Lady Once Told Me – 2:56 (Felix Cavaliere, Deborah Clapp)
3. Turn Yourself Around – 3:18 (Vincent Cusano)
4. Think Is Love – 3:52 (Felix Cavaliere)
5. Treasure – 3:28 (Felix Cavaliere)

## Formazione
- Felix Cavaliere - voce, tastiere, sintetizzatore ARP, sintetizzatore Oberheim
- Vinnie Cusano - voce, chitarra solista, chitarra a 12 corde
- Rick Laird - basso
- Jack Scarangella - batteria

Note aggiuntive
- Felix Cavaliere - produttore
- Registrato al Sound Ideas di New York City, New York (Stati Uniti)
- Rick Rowe - ingegnere delle registrazioni
- Lucy Laurie - assistente ingegnere delle registrazioni
- Mixaggio effettuato al The Hit Factory
- Wayne Tarnowski e Tom Werman - ingegneri del mixaggio
- Mastering effettuato al Sterling Sound
- George Marino - ingegnere mastering
- Ed Walsh - programming dei sintetizzatori
- Stan Zagorski - cover art
- Ringraziamenti speciali a: Lennie Petze, Ron Alexenburg, Larry Schnur e Ira Sherman[2]